# Lista sistemelor de punctaj ale Campionatului Mondial de Formula 1
Formula 1, prescurtată drept F1, este cea mai înaltă clasă de curse auto gestionate de Federația Internațională de Automobilism (FIA), organismul de conducere mondial al sporturilor cu motor. „Formula” din nume face aluzie la o serie de reguli implementate de FIA la care toți participanții și vehiculele trebuie să se conformeze. Sezonul Campionatului Mondial de Formula 1 constă dintr-o serie de curse în întreaga lume, cunoscute sub numele de Mari Premii (Grands Prix), desfășurate de obicei pe circuite special construite și, în câteva cazuri, pe străzile închise ale unui oraș. Un sistem de notare a punctelor este utilizat pentru fiecare Mare Premiu organizat pe parcursul sezonului de F1 pentru a determina rezultatul a două campionate anuale, unul pentru piloți (Campionatul Mondial al Piloților) din 1950 și unul pentru constructori (Campionatul Mondial al Constructorilor) din 1958. Fiecare pilot acumulează individual puncte de campionat în Campionatul Mondial al Constructorilor și colectiv pentru echipa pentru care concurează în Campionatul Mondial al Constructorilor. Ambele campionate sunt premiate în mod oficial la Ceremonia de Acordare a Premiilor FIA de la sfârșitul sezonului pilotului și echipei cu cele mai multe puncte.
Până la Marele Premiu de la Abu Dhabi din 2023, 351 de piloți și 70 din cele 170 de echipe au marcat puncte de campionat, în 1.101 curse de campionat mondial. Lewis Hamilton are cel mai mare total de puncte de campionat la piloți, 4871.5, Sebastian Vettel fiind pe locul doi cu 3.098, iar Max Verstappen este al treilea cu 3059.5. Scuderia Ferrari deține recordul pentru cele mai multe puncte de campionat la constructori, acumulând în total 10341, Red Bull Racing este pe locul doi cu 7873, iar Mercedes este pe locul trei cu 7747.5.

## Sisteme de punctaj
| Sezoane      | Locul 1 | Locul 2 | Locul 3 | Locul 4 | Locul 5 | Locul 6 | Locul 7 | Locul 8 | Locul 9 | Locul 10 | Turul rapid | Campionatul Piloților                  | Campionatul Constructorilor            | Note                          |
| ------------ | ------- | ------- | ------- | ------- | ------- | ------- | ------- | ------- | ------- | -------- | ----------- | -------------------------------------- | -------------------------------------- | ----------------------------- |
| 1950–1953    | 8       | 6       | 4       | 3       | 2       | –       | –       | –       | –       | –        | 1           | 4                                      | N/A                                    | [ a ] [ b ]                   |
| 1954         | 8       | 6       | 4       | 3       | 2       | –       | –       | –       | –       | –        | 1           | 5                                      | N/A                                    | [ a ] [ b ] [ c ]             |
| 1955         | 8       | 6       | 4       | 3       | 2       | –       | –       | –       | –       | –        | 1           | 5                                      | N/A                                    | [ a ] [ c ]                   |
| 1956–1957    | 8       | 6       | 4       | 3       | 2       | –       | –       | –       | –       | –        | 1           | 5                                      | N/A                                    | [ a ] [ c ] [ d ]             |
| 1958         | 8       | 6       | 4       | 3       | 2       | –       | –       | –       | –       | –        | 1           | 6                                      | 6                                      | [ c ] [ d ] [ e ] [ f ] [ g ] |
| 1959         | 8       | 6       | 4       | 3       | 2       | –       | –       | –       | –       | –        | 1           | 5                                      | 5                                      | [ c ] [ e ] [ f ] [ g ]       |
| 1960         | 8       | 6       | 4       | 3       | 2       | 1       | –       | –       | –       | –        | –           | 6                                      | 6                                      | [ e ] [ g ]                   |
| 1961         | 9 (P)   | 6       | 4       | 3       | 2       | 1       | –       | –       | –       | –        | –           | 5                                      | 5                                      | [ e ] [ h ]                   |
| 1961         | 8 (C)   | 6       | 4       | 3       | 2       | 1       | –       | –       | –       | –        | –           | 5                                      | 5                                      | [ e ] [ h ]                   |
| 1962         | 9       | 6       | 4       | 3       | 2       | 1       | –       | –       | –       | –        | –           | 5                                      | 5                                      | [ e ]                         |
| 1963–1965    | 9       | 6       | 4       | 3       | 2       | 1       | –       | –       | –       | –        | –           | 6                                      | 6                                      | [ e ]                         |
| 1966         | 9       | 6       | 4       | 3       | 2       | 1       | –       | –       | –       | –        | –           | 5                                      | 5                                      | [ d ] [ e ] [ i ]             |
| 1967         | 9       | 6       | 4       | 3       | 2       | 1       | –       | –       | –       | –        | –           | 9 (5 din primele 6, 4 din ultimele 5)  | 9 (5 din primele 6, 4 din ultimele 5)  | [ d ] [ e ] [ i ]             |
| 1968         | 9       | 6       | 4       | 3       | 2       | 1       | –       | –       | –       | –        | –           | 10 (5 din primele și ultimele 6)       | 10 (5 din primele și ultimele 6)       | [ e ]                         |
| 1969         | 9       | 6       | 4       | 3       | 2       | 1       | –       | –       | –       | –        | –           | 9 (5 din primele 6, 4 din ultimele 5)  | 9 (5 din primele 6, 4 din ultimele 5)  | [ d ] [ e ]                   |
| 1970         | 9       | 6       | 4       | 3       | 2       | 1       | –       | –       | –       | –        | –           | 11 (6 din primele 7, 5 din ultimele 6) | 11 (6 din primele 7, 5 din ultimele 6) | [ e ]                         |
| 1971         | 9       | 6       | 4       | 3       | 2       | 1       | –       | –       | –       | –        | –           | 9 (5 din primele 6, 4 din ultimele 5)  | 9 (5 din primele 6, 4 din ultimele 5)  | [ e ]                         |
| 1972         | 9       | 6       | 4       | 3       | 2       | 1       | –       | –       | –       | –        | –           | 10 (5 din primele și ultimele 6)       | 10 (5 din primele și ultimele 6)       | [ e ]                         |
| 1973–1974    | 9       | 6       | 4       | 3       | 2       | 1       | –       | –       | –       | –        | –           | 13 (7 din primele 8, 6 din ultimele 7) | 13 (7 din primele 8, 6 din ultimele 7) | [ e ]                         |
| 1975         | 9       | 6       | 4       | 3       | 2       | 1       | –       | –       | –       | –        | –           | 12 (6 din primele și ultimele 7)       | 12 (6 din primele și ultimele 7)       | [ e ]                         |
| 1976         | 9       | 6       | 4       | 3       | 2       | 1       | –       | –       | –       | –        | –           | 14 (7 din primele și ultimele 8)       | 14 (7 din primele și ultimele 8)       | [ e ]                         |
| 1977         | 9       | 6       | 4       | 3       | 2       | 1       | –       | –       | –       | –        | –           | 15 (8 din primele 9, 7 din ultimele 8) | 15 (8 din primele 9, 7 din ultimele 8) | [ e ]                         |
| 1978         | 9       | 6       | 4       | 3       | 2       | 1       | –       | –       | –       | –        | –           | 14 (7 din primele și ultimele 8)       | 14 (7 din primele și ultimele 8)       | [ e ]                         |
| 1979         | 9       | 6       | 4       | 3       | 2       | 1       | –       | –       | –       | –        | –           | 8 (4 din primele 7, 4 din ultimele 8)  | Toate                                  | –                             |
| 1980         | 9       | 6       | 4       | 3       | 2       | 1       | –       | –       | –       | –        | –           | 10 (5 din primele și ultimele 7)       | Toate                                  | –                             |
| 1981–1990    | 9       | 6       | 4       | 3       | 2       | 1       | –       | –       | –       | –        | –           | 11                                     | Toate                                  | [ j ]                         |
| 1991–2002    | 10      | 6       | 4       | 3       | 2       | 1       | –       | –       | –       | –        | –           | Toate                                  | Toate                                  | –                             |
| 2003–2009    | 10      | 8       | 6       | 5       | 4       | 3       | 2       | 1       | –       | –        | –           | Toate                                  | Toate                                  | –                             |
| 2010–2018    | 25      | 18      | 15      | 12      | 10      | 8       | 6       | 4       | 2       | 1        | –           | Toate                                  | Toate                                  | [ k ]                         |
| 2019–prezent | 25      | 18      | 15      | 12      | 10      | 8       | 6       | 4       | 2       | 1        | 1           | Toate                                  | Toate                                  | [ l ]                         |